# Kolesovský ostrov
Kolesovský ostrov (rusky Колесовский) je ostrov ve Východosibiřském moři. Nachází se u pobřeží v Kolymském zálivu, jižně od kanálu Konečnaja a 13 km východně od ústí řeky Indigirky.
Ostrov je 3 km dlouhý a pouze 0,7 km široký, nachází se 4 km severozápadně od Kolesovskoje Otmely, velmi blízko pobřežního mysu.
Kolymský záliv, kde ostrov leží, je pustým místem a v průběhu dlouhých zim zamrzá do hloubky několika metrů až na 250 dnů v roce. Led roztaje až v průběhu června a v říjnu se zase rychle vrací. Okolí Kolesovského ostrova ožívá v krátkém létě, kdy se v okolních vodách provádí komerční rybolov.
Administrativně Kolesovský ostrov patří k republice Sacha, která je součástí Ruské federace. Své jméno ostrov dostal po kolymském úředníkovi Michailu Kolesovi.